# Détroit de Nansen
Pour les articles homonymes, voir Nansen.
Nansen est un détroit situé entre l'île d'Ellesmere et l'île Axel Heiberg dans la région de Qikiqtaaluk, au Nunavut, au Canada. À l'est, il donne sur le fjord Greely.
Il est nommé d'après l'explorateur Fridtjof Nansen.